# Dee (Wales)
 For alternative betydninger, se Dee. (Se også artikler, som begynder med Dee)
Dee (walisisk: Afon Dyfrdwy, latin: Deva Fluvius) er en flod i Storbritannien. Den løber igennem dele af både Wales og England, og danner grænsen mellem de to lande.
Floden har sit udspring i Snowdonia, Wales, og løber østpå via Chester, England, og har udløb i en flodmunding mellem Wales og Wirralhalvøen i England. Den har en længde på 113 km.